# Барбара Паулюс
Барбара Паулюс (нім. Barbara Paulus, нар. 1 вересня 1970) — колишня професійна австрійська тенісистка. 
Здобула шість одиночних та один парний титул туру WTA. 
Найвищу одиночну позицію світового рейтингу — 10 місце досягнула 18 листопада 1996 року.
Завершила кар'єру 2001 року.

## Фінали турнірів WTA

### Одиночний розряд: 17 (6–11)
| Перемога — Легенда            |
| ----------------------------- |
| Турніри Великого шолома (0–0) |
| Турніри WTA Tour (0–0)        |
| Tier I (0–1)                  |
| Tier II (0–1)                 |
| Tier III (2–5)                |
| Tier IV (3–2)                 |
| Tier V (1–2)                  |

| Фінали за покриттям |
| ------------------- |
| Тверде (1–4)        |
| Трава (0–0)         |
| Ґрунт (5–5)         |
| Килим (0–2)         |

| Результат | Ранг | Дата              | Турнір                                        | Покриття   | Опонент               | Рахунок            |
| --------- | ---- | ----------------- | --------------------------------------------- | ---------- | --------------------- | ------------------ |
| Перемога  | 1.   | 16 травня 1988    | Ladies Championship Gstaad                    | Ґрунт      | Лорі Макніл           | 6–4, 5–7, 6–1      |
| Поразка   | 1.   | 8 серпня 1988     | Sofia                                         | Тверде     | Кончіта Мартінес      | 6–1, 6–2           |
| Поразка   | 2.   | 10 липня 1989     | Arcachon                                      | Ґрунт      | Юдіт Візнер           | 6–3, 6–7(3–7), 6–1 |
| Поразка   | 3.   | 8 січня 1990      | Sydney International                          | Тверде     | Наташа Звєрєва        | 4–6, 6–1, 6–3      |
| Перемога  | 2.   | 21 травня 1990    | Swiss Open, Geneva                            | Ґрунт      | Гелен Келесі          | 2–6, 7–5, 7–6(7–3) |
| Поразка   | 4.   | 9 липня 1990      | Internazionali Femminili di Tennis di Palermo | Ґрунт      | Ізабель Куето         | 6–2, 6–3           |
| Поразка   | 5.   | 15 жовтня 1990    | Porsche Tennis Grand Prix                     | Тверде (i) | Мері Джо Фернандес    | 6–1, 6–3           |
| Перемога  | 3.   | 11 вересня 1995   | Warsaw Open                                   | Ґрунт      | Александра Фусаї      | 7–6(7–4), 4–6, 6–1 |
| Перемога  | 4.   | 13 листопада 1995 | Паттая                                        | Тверде     | Yi Jingqian           | 6–4, 6–3           |
| Поразка   | 6.   | 1 січня 1996      | ASB Classic                                   | Тверде     | Сандра Качіч          | 6–3, 1–6, 6–4      |
| Поразка   | 7.   | 1 квітня 1996     | Volvo Car Open                                | Ґрунт      | Аранча Санчес Вікаріо | 6–2, 2–6, 6–2      |
| Поразка   | 8.   | 20 травня 1996    | Internationaux de Strasbourg                  | Ґрунт      | Ліндсі Девенпорт      | 6–3, 7–6(8–6)      |
| Перемога  | 5.   | 5 серпня 1996     | Maria Lankowitz                               | Ґрунт      | Сандра Чеккіні        | 40–15 ret.         |
| Поразка   | 9.   | 16 вересня 1996   | Warsaw Open                                   | Ґрунт      | Генрієта Надьова      | 3–6, 6–2, 6–1      |
| Поразка   | 10.  | 28 жовтня 1996    | Кубок Кремля                                  | Килим (i)  | Кончіта Мартінес      | 6–1, 4–6, 6–4      |
| Перемога  | 6.   | 21 липня 1997     | Warsaw Open                                   | Ґрунт      | Генрієта Надьова      | 6–4, 6–4           |
| Поразка   | 11.  | 20 жовтня 1997    | BGL Luxembourg Open                           | Килим (i)  | Аманда Кетцер         | 6–4, 3–6, 7–5      |

### Парний розряд: 1 (1–0)
| Перемога — Легенда            |
| ----------------------------- |
| Турніри Великого шолома (0–0) |
| Турніри WTA Tour (0–0)        |
| Tier I (0–0)                  |
| Tier II (0–0)                 |
| Tier III (0–0)                |
| Tier IV (0–0)                 |
| Tier V (1–0)                  |

| Фінали за покриттям |
| ------------------- |
| Тверде (1–0)        |
| Трава (0–0)         |
| Ґрунт (0–0)         |
| Килим (0–0)         |

| Результат | Ранг | Дата          | Турнір                        | Покриття | Партнер          | Опоненти                       | Рахунок       |
| --------- | ---- | ------------- | ----------------------------- | -------- | ---------------- | ------------------------------ | ------------- |
| Перемога  | 1.   | 8 серпня 1988 | Vitosha New Otani Open, Sofia | Тверде   | Кончіта Мартінес | Сабрина Голеш Катарина Малеєва | 1–6, 6–1, 6–4 |

## Фінали ITF
| Турніри $100,000 |
| Турніри $75,000  |
| Турніри $50,000  |
| Турніри $25,000  |
| Турніри $10,000  |

### Одиночний розряд (2–3)
| Результат | Ранг | Дата              | Турнір             | Покриття   | Опонент             | Рахунок            |
| --------- | ---- | ----------------- | ------------------ | ---------- | ------------------- | ------------------ |
| Перемога  | 1.   | 16 листопада 1987 | Вельс, Австрія     | Тверде (i) | Дениса Крайчовичова | 6–2, 6–2           |
| Runner–up | 1.   | 27 вересня 1993   | Kirchheim, Австрія | Ґрунт      | Лоранс Куртуа       | 1–6, 3–6           |
| Перемога  | 2.   | 29 серпня 1994    | Марибор, Словенія  | Тверде (i) | Мая Живеч-Шкуль     | 4–6, 6–4, 6–0      |
| Runner–up | 2.   | 4 березня 1996    | Простейов, Чехія   | Тверде (i) | Мартіна Хінгіс      | 1–6, 4–6           |
| Runner–up | 3.   | 27 січня 1996     | Prostějov, Чехія   | Килим (i)  | Каріна Габшудова    | 7–6(9–7), 1–6, 3–6 |

### Парний розряд (0–2)
| Результат | Ранг | Дата              | Турнір        | Покриття   | Партнер         | Опоненти                            | Рахунок       |
| --------- | ---- | ----------------- | ------------- | ---------- | --------------- | ----------------------------------- | ------------- |
| Поразка   | 1.   | 25 серпня 1986    | Wels, Австрія | Ґрунт      | Bettina Diesner | Паулетте Морено Karin Oberleitner   | 5–7, 6–7(4–7) |
| Поразка   | 2.   | 16 листопада 1987 | Wels, Австрія | Тверде (i) | Петра Шварц     | Petra Hentschl Eva Maria Schuerhoff | 4–6, 4–6      |